# Pristimantis erythros
Pristimantis erythros es una especie de anfibio anuro de la familia Craugastoridae encontrada en el macizo del Cajas, parroquia Chiquintad, en Ecuador, conocida también como cutín de sangre.
Sus características marcadas son una coloración roja escarlata, que la diferencia de todas las especies del género Pristimantis, y la presencia de glándulas parotoides sobre el músculos del trapecio y supraescapular. Su longitud media es de 38 a 42 milímetros en las hembras y 37 milímetros en los machos. Tiene un desarrollo directo, así como todas las especies de su género, y no una fase larval acuática.
Fue descrita el 20 de abril de 2018 en la revista científica ZooKeys. Todavía no ha sido catalogada por la Unión Internacional para la Conservación de la Naturaleza, sin embargo, debido a que su hábitat se está perdiendo y que ocupa un área más pequeña que un kilómetro cuadrado, los investigadores la clasifican como especie en peligro crítico.

## Taxonomía
La especie fue descrita el día 20 de abril de 2018, en la revista científica ZooKeys, por los investigadores Juan C. Sánchez-Nivicela, Elvis Celi-Piedra, Valentina Posse-Sarmiento, Verónica L. Urgilés, Mario Yánez-Muñoz y Diego F. Cisneros-Heredia. Fue descubierta como perteneciente al género Pristimantis, sin embargo, no fue posible separarle en ningún clado específico. La especie más próxima filogeneticamente es la P. orcesi. Está diferenciada de cualquier especie del género debido al rojo escarlata de su coloración y por la presencia de macroglándulas cutáneas en la región supraescapular. Su holotipo, una hembra adulta, fue encontrado en la parroquia Chiquintad, cantón Cuenca, provincia del Azuay, en Ecuador, a una altitud de 3.449 metros, en octubre de 2014. Los paratipos también fueron encontrados en el mismo lugar, entre octubre y noviembre de 2014, entre machos, hembras y jóvenes.
Su epíteto específico viene de la palabra griega ἐρυθρός (erythros), que significa rojo, una alusión al color de su piel, que permite que ella sea distinguida de otras especies. Su nombre común es cutín de sangre y en inglés se la conoce como blood rain frog.

## Distribución y conservación
El único lugar donde hay registros de observación de la especie es en el macizo del Cajas, en una zona cercana al Parque Nacional de Cajas, más precisamente en el proyecto hidroeléctrico Chanlud, en la parroquia Chiquintad. El bioma del sitio es el páramo entre los 3.450 y 3.500 m s. n. m., donde se encuentran pastizales y arbustos. Todos los individuos encontrados hasta ahora fueron vistos en bromelias terrestres (Puya hamata) y pastos (Neurolepis villosa), cerca de pequeños arroyos.
La zona donde la especie es endémica aparenta estar bien conservada, sin embargo, debido a la presión humana, el cambio de la cobertura vegetal, el uso antropológico del terreno y la ausencia de protección en las regiones de entorno, está sufriendo la pérdida de su hábitat, que actualmente corresponde a un área más pequeña que un kilómetro cuadrado. Debido a eso, sus descubridores la clasifican como especie críticamente en peligro (CR). Su estado de conservación aún no ha sido evaluado por la Unión Internacional para la Conservación de la Naturaleza (IUCN).

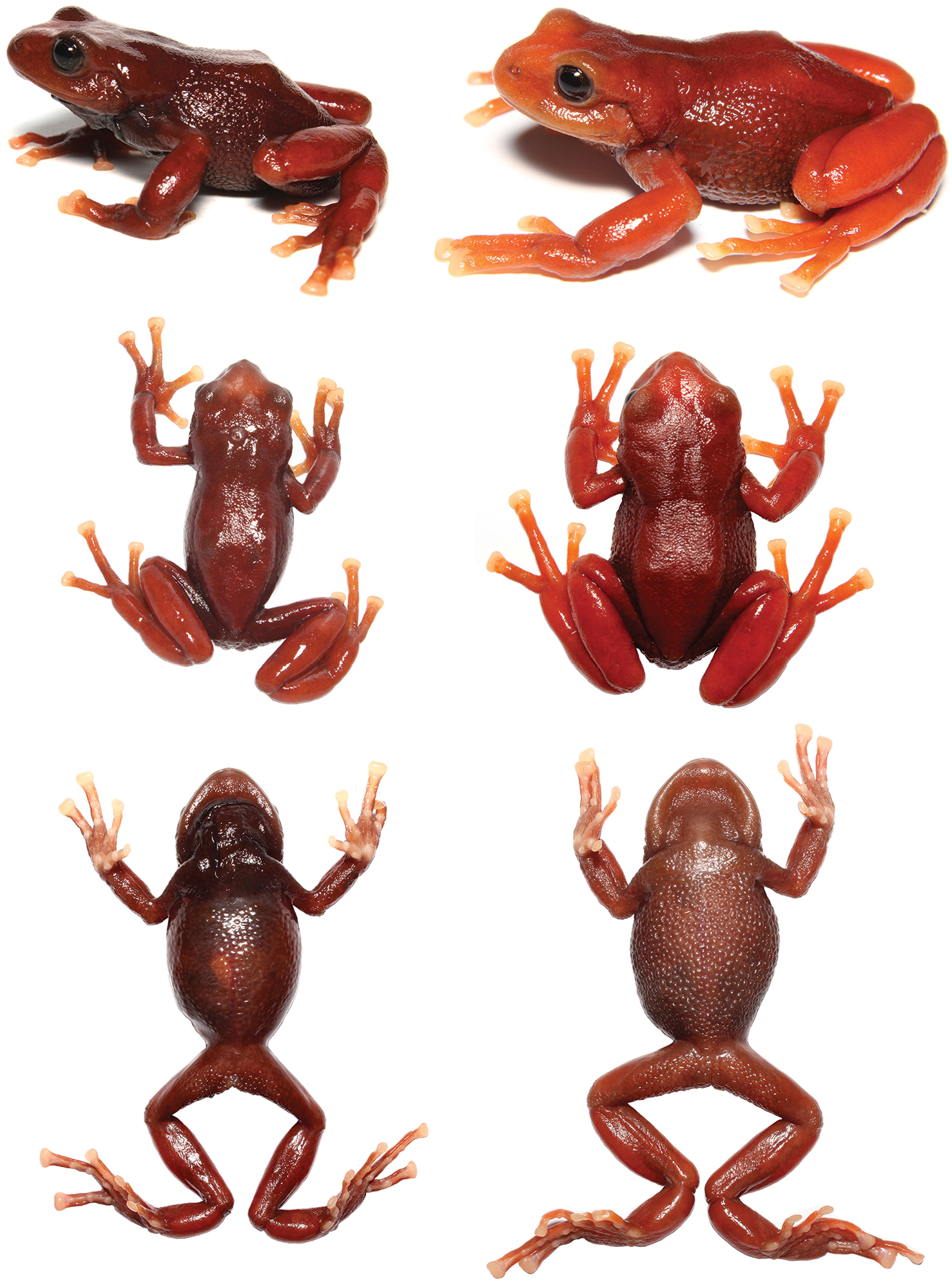
Vistas lateral, dorsal y ventral de especímenes vivos de Pristimantis erythros. Izquierda: paratipo masculino (DHMECN 12102, SVL: 37.1 mm); derecha: holotipo femenino (DHMECN 12103, SVL: 39.1 mm).

## Descripción y comportamiento
La longitud media de esta especie varía entre 38,8 y 42,6 milímetros en las hembras y 36,7 y 37 en los machos. Su cabeza es ancha como el cuerpo, pero corresponde a solamente el 8 % de su largura, su hocico es corto y redondeado cuando es visto por el lado y por el dorso, su canthus rostralis es redondeado, la región loreal es cóncava y sus narinas son protuberantes, con la región interorbital plana. Sus glándulas parotoides cubren el 65 % del músculo dorsal supraescapular y más de un cuarto del trapecio. Su membrana timpánica es distinguible de los tejidos adyacentes, y está envuelta por aproximadamente un tercio del anillo timpánico y corresponde al 52 % del diámetro del ojo. Su coana es ancha y redondeada, con la lengua ancha y larga, con un 25 % de ella en la boca. No existen protuberancias en su dorso y su vientre es areolado.
Su dorso y vientre son de color rojo oscuro, con las patas y los miembros de un tono más claro y los dedos de una coloración rosada. Su iris es marrón oscuro, con manchas doradas.
Así como todas las especies de su género, tiene un desarrollo directo, sin fase larval acuática. Sus huevos son depositados en el suelo de la floresta y pueden vivir sin necesidad de cuerpos de agua. Los individuos vocalizan dos veces por día, de las 8 a las 11 horas y de las 17 a las 19 horas en el horario local. Su periodo de mayor actividad es entre el crepúsculo y las 21 horas, y a partir de entonces, los individuos tienden a quedar menos activos.